# مساعد بن سعيد (شريف مكة)
مساعد بن سعيد بن سعد كان شريفًا من آل زيد الذي شغل منصب شريف وأمير مكة من 1752م إلى 1770م. تولى مساعد الخلافة في ربيع الثاني 1165 هـ (فبراير 1752م) بعد وفاة أخيه مسعود . تم انتخابه باتفاق والي جدة وقاضي مكة وأغلبية الأشراف . حصل على الفرمان الإمبراطوري من إسطنبول في جمادى الثاني 1165هـ (أبريل/مايو 1752م). عارض ابن أخيه الشريف محمد بن عبد الله ، شريف مكة سابقًا، حكم مساعد في البداية، والذي كان مدعومًا من آل بركات المنافسة وبعض القبائل البدوية . استولى محمد على الطائف في مايو وحاول مرتين الاستيلاء على مكة قبل أن يتصالح الجانبان في أواخر يونيو.

## نسبه
هو الشريف مساعد بن سعيد بن سعد بن زيد بن محسن بن حسين بن حسن بن محمد أبي نمي الأصغر بن بركات بن محمد بن بركات بن حسن بن عجلان بن رميثة الحسني الهاشمي القرشي.

## سيرته
في عام 1171 هـ (1758) حاول السيد عبد الله الفار، وهو حليف سابق، خلع مساعد بدعم من أمراء الحج المصريين والسوريين ، كشكيش حسين بك وعبد الله باشا الجرمكي. في 21 ذي الحجة (  26 أغسطس 1758 تقريبًا ) سيطر الجنود على المسجد الحرام وأعلنوا الشريف مبارك بن محمد بن عبد الله بن سعيد أميرًا. وانتهت المعركة اللاحقة داخل مكة في اليوم التالي بانتصار مساعد. في العام التالي، عاد سيتيسي عبد الله أميرًا للحج السوري. هذه المرة بمساعدة فرمان رسمي ، خلع مساعد واستبدله بأخيه جعفر بن سعيد في أغسطس 1759. بعد رحيل سيتيسي عبد الله وقافلة الحج، تنازل جعفر عن العرش لأخيه في 14 أغسطس. محرم 1173هـ ( ج  6 سبتمبر 1759م ).  أرسل مساعد شكوى إلى السلطان مصطفى الثالث ضد عبد الله باشا الجرمكي، وأرفق بها شهادات مفتي مكة الأربعة. تم تحديد التهم الموجهة إلى مساعد على أنها لا أساس لها من الصحة، ونتيجة لذلك، تم عزل عبد الله باشا من منصبه كوالي دمشق وأمير الحج، وتم إرسال إعلان متجدد وخلعة إلى مساعد في أواخر جمادى الأولى. آل ثاني 1173هـ (فبراير 1760م).
في عام 1182 هـ (1768/1769) فشل الشريف عبد الله بن حسين بن يحيى من آل بركات في الاستيلاء على جدة. ثم شكل تحالفًا مع علي بك الكبير من مصر، الذي أرسل عام 1183 هـ (1770) محمد بك أبو الذهب أميرًا للحج بقصد خلع الشريف مساعد. ومع ذلك، بعد الانتهاء من مناسك الحج، أجبر مساعد وعثمان باشا الكرجي ، أمير الحج السوري، أبا الذهب وجيشه على مغادرة مكة قبل أن يتمكنوا من إكمال هدفهم. بعد أن فقد حليفه، شن عبد الله بن حسين هجومه على مساعد، لكنه هُزم في محرم 1184 هـ، وبعد ذلك عاد إلى مصر.

## وفاته
توفي الشريف مساعد يوم الأربعاء 27 محرم 1184 هـ (23 مايو 1770). وقبل وفاته بايع أخاه عبد الله بن سعيد خلفا له.

## إخوته
- عبد الله
- أحمد
- مسعود
- جعفر

## أبناؤه
ابناءه هم:
- سرور
- مسعود
- عبد العزيز
- غالب
- عبد المعين
- محمد
- لؤي

| المناصب السياسية   | المناصب السياسية | المناصب السياسية      |
| ------------------ | ---------------- | --------------------- |
| سبقه مسعود بن سعيد | شريف مكة         | تبعه عبد الله بن سعيد |